# Смирненски (област Русе)
 Тази статия е за селото в Област Русе.  За другото село с това име вижте Смирненски (Област Монтана).  
Смѝрненски е село в Северна България, община Ветово, област Русе.

## География
Село Смирненски е разположено в Дунавската равнина на около 40 km източно от гр. Русе и на 250 m надморска височина. На юг граничи с гр. Ветово, на изток – гр. Глоджево, на север – с. Тетово и на запад със землището на с. Семерджиево.

## История
Районът на селото не е достатъчно археологически проучен. Открити са останки от старо римско укрепление (кале), сред които има остриета от стрели, монети и т.н. 
Старото име на селото до 1950 г. е било Княжева поляна или Бей алан (на турски).

## Население
Населението на селото е съставено от 85% етнически турци, 5% българи и около 10% власи. Всеки от тези етноси си има своя религиозен храм – една църква и 2 джамии. Едната от джамиите е построена около 17 век, а другата – през 1950 г. Двата етноса живеят в разбирателство и уважение.
Населението наброява около 2600 – 2800 души. Голяма част от тях работят в чужбина, заради икономическите трудности. Най-големи са колониите в Испания и Гърция, а също така има и работещи в Германия, Белгия, Холандия, САЩ, Канада, Австрия и Турция.
Селото разполага със здравна служба с два лични лекаря, няма постоянен стоматолог. Има аптека на непостоянен график. Търговската мрежа е силно развита, като разнообразието от стоки не отстъпва на тези от големите магазини които се намират в Русе. Селото разполага с целодневна детска градина и основно училище. Повечето улици на селото са асфалтирани, но голяма част са в окаяно състояние, а общата дължина на уличната мрежа достига 24 km. Транспортната връзка с гр. Русе се осъществява чрез редовни автобусни линии. Автобусите се движат в интервал от 2 часа, а сутрин и вечер през 45 минути. 65% от домакинствата притежават Интернет-достъп и кабелна телевизия. На територията на селото има шивашки и дърводобивни фирми, които осигуряват работни места. Сравнително голяма част от жителите се занимават със земеделие и животновъдство. В горите около селото са разположени около 2000 бр. пчелни семейства. В близост до селото има гора с ловна хижа, предоставяща възможност за лов и излети.

## Спорт
ФК Смирненски (Смирненски) е футболният отбор на с. Смирненски. През далечните години отборът имал различни имена, но през 1999 г. променя името си от „Вихър Смирненски“ на „Смирненски“. Участва в „А“ ОФГ Русе – „Изток“.

## Редовни събития
- Ежегоден сбор – провежда се в края на месец септември. Характерно за този период е посещението на различни търговци, предлагащи своите артикули на населението.
- Организират се много игри, мачове, борби и различни музикални забави.